# Kraftwerk Tremorgio
Das Kraftwerk Tremorgio, italienisch Impianto idroelettrico Tremorgio, ist ein Speicherkraftwerk, das in den Jahren 1918 bis 1924 in zwei Etappen von den Officine Elettriche Ticinesi (OET) gebaut wurde und das Gefälle zwischen dem Lago Tremorgio▼ und dem Fluss Tessin ausnutzt. Das Maschinenhaus▼ befindet sich in Rodi beim Bahnhof Rodi-Fiesso.

## Geschichte
Die SBB hatte als Konzessionärin der Wasserkräfte in der Leventina das Recht, die Wasserkräfte des Tremorgio zu nutzen, verzichtete aber 1914 darauf. Auf Antrag der Motor-Columbus erteilte der Kanton Tessin der OET im Januar 1918 die Konzession für den Bau eines Kraftwerks am Tremorgio. Bereits im Sommer 1916 begannen die Arbeiten für den Seeanstich, der im März 1918 erfolgte. Das Wasser des Lago Tremorgio diente der winterlichen Niedrigwassererhöhung des Ticino und damit der Produktionssteigerung des Kraftwerks Biaschina.
1924 wurde beschlossen, das Kraftwerk fertigzustellen. Dazu musste der Entlastungsstollen des Sees in einen Druckstollen umgewandelt werden, die Schieberkammer, die Druckleitung und das Maschinenhaus gebaut werden. Die Baustellen machten eine umfangreiche Transportinfrastruktur nötig. Die Baustelle des Maschinenhauses wurde mit einer Rollbahn mit dem Bahnhof Rodi-Fiesso verbunden, die auch eine Zweigstrecke zu dem Steinbruch und der Sandgrube am rechten Ufer des Ticino hatte. Eine Luftseilbahn mit zwei Sektionen verband das Maschinenhaus mit der Schieberkammer, die Zwischenstation befand sich auf der Alp Vènn. Für die Montage der Druckleitung wurde entlang des Trasses eine Standseilbahn errichtet.
Das Kraftwerk wurde 1926 zum Pumpspeicherkraftwerk erweitert, indem zwei Hochdruckpumpen von Escher Wyss eingebaut wurden. Es konnte damit Wasser aus dem Ticino in den Lago Tremorgio hochgepumpt werden. Die Anlage stand mindestens bis in die 1970er Jahre in Betrieb.

## Technik

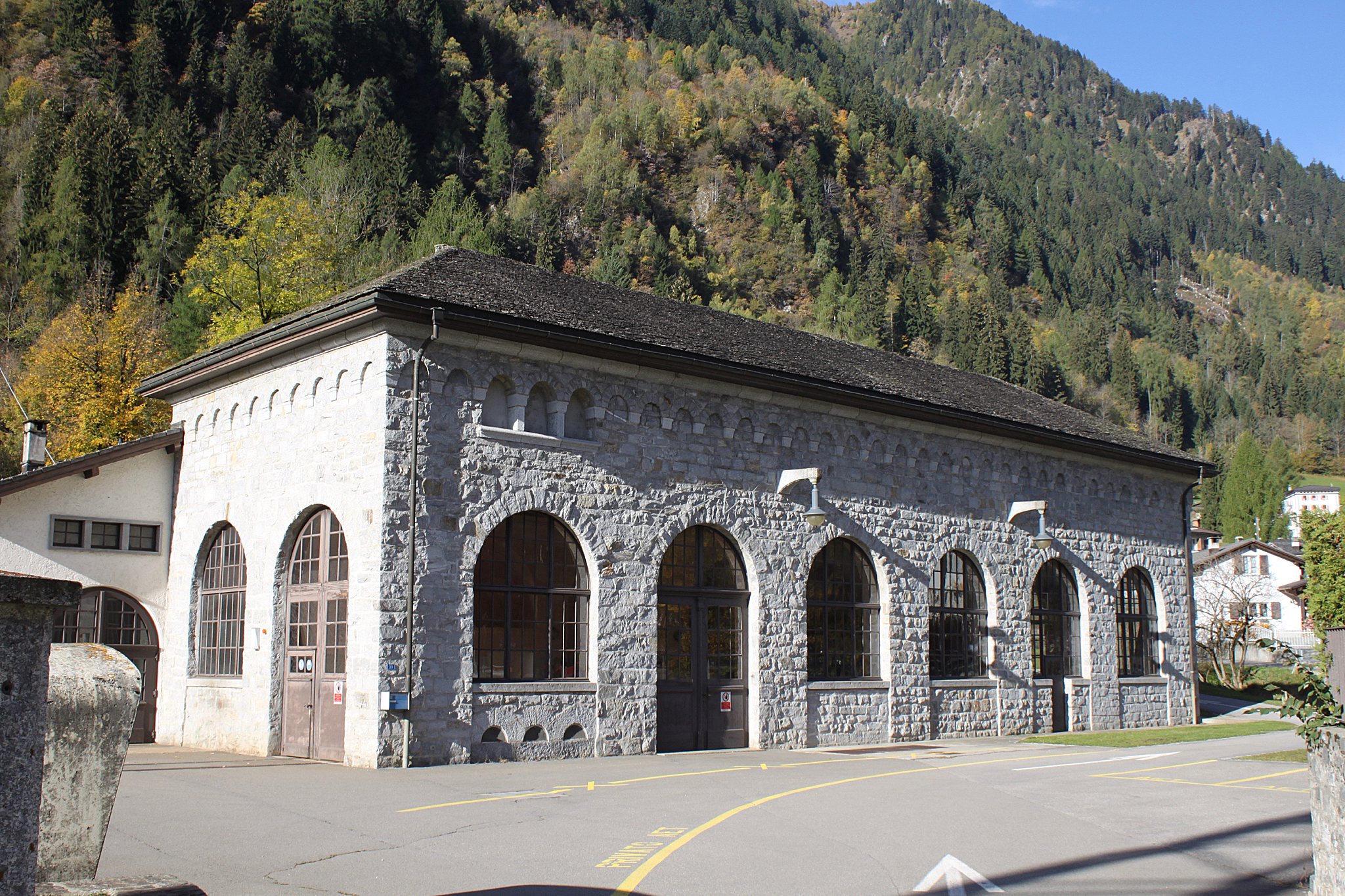
Maschinenhaus im Jahr 2017

Das Wasser wird dem 9 Mio. m³ fassenden natürlichen See durch einen unterirdischen Seeanstich auf einer Höhe von 1800 m ü. M. entnommen, sodass dieser als Speichersee genutzt werden kann. Es wird durch einen beinahe horizontalen Zulaufstollen zur Schieberkammer geführt, von wo es durch eine 1,6 km langen teils oberirdisch, teils unterirdisch verlegte Druckleitung das 850 m tiefer gelegene Maschinenhaus erreicht.
Im Maschinenhaus steht eine horizontalachsige Pelton-Turbine, die je einen Generator von Brown, Boveri & Cie. (BBC) mit einer Leistung von 10 MW antreibt. Jährlich werden 7 Mio. kWh erneuerbare Energie zur Deckung von Lastspitzen erzeugt, die zur Versorgung von 1750 durchschnittlichen Haushalten ausreichen würde.